# Policarpico
Policarpico è un termine che indica quelle piante che fioriscono e fruttificano per più anni di seguito, come le piante legnose. Le piante policarpiche sono in grado di riprodursi più volte perché almeno una parte dei loro meristemi è in grado di mantenere uno stato vegetativo tale da potersi riprodurre nuovamente. Questo tipo di riproduzione sembra essere più adatto per le piante che hanno una discreta sicurezza nel loro ambiente poiché si riproducono continuamente.